# 莫斯卡尔东
莫斯卡尔东，是西班牙阿拉贡自治区特鲁埃尔省的一个市镇。总面积27平方公里，总人口55人（2001年），人口密度2人/平方公里。